# Bandera del Valle del Cauca
La bandera del departament del Valle del Cauca és el símbol principal oficial del departament colombià de Valle del Cauca. És de color blau cel sobre blanc. Correspon a la que fou adoptada per les anomenades ciutats confederades (Anserma, Buga, Cali, Caloto, Cartago, Iscuandé, Popayán i Toro) el 6 de juny de 1811 quan van declarar la independència d'Espanya i fou adoptada oficialment per ordenança de 31 de desembre de 1960, número 146. L'hauria dissenyat el general José María Cabal, cap de les forces independentistes al Valle del Cauca, després de somiar amb la Verge amb un mantell blau cel i blanc. La bandera històrica tenia serrell o orla de plata que a la representació actual és substituïda normalment per una vora grisa a tots els costats, encara que també hi ha banderes simplement blau cel sobre blanc sense vora.